# Cholet Agglo Tour 2025
De 46e editie van de wielerwedstrijd Cholet Agglo Tour vond plaats op 23 maart 2025. De wedstrijd startte en finishte in Cholet en was 205 kilometer lang. De wedstrijd maakte deel uit van de UCI Europe Tour, met de categorie 1.1, en de Coupe de France. Lukáš Kubiš won de wedstrijd door de sprint te winnen van Benjamin Thomas en Niklas Larsen.

## Uitslag
| Plaats  | Naam               | Ploeg                             | Tijd     |
| ------- | ------------------ | --------------------------------- | -------- |
| Winnaar | Lukáš Kubiš        | Unibet Tietema Rockets            | 4u39'50" |
| 2       | Benjamin Thomas    | Cofidis                           | z.t.     |
| 3       | Niklas Larsen      | BHS-PL Beton Bornholm             | + 3"     |
| 4       | Andreas Stokbro    | Unibet Tietema Rockets            | + 8"     |
| 5       | Filippo Magli      | VF Group-Bardiani CSF-Faizanè     | z.t.     |
| 6       | Giovanni Lonardi   | Team Polti VisitMalta             | z.t.     |
| 7       | Maël Guégan        | CIC-U-Nantes                      | z.t.     |
| 8       | Cyril Barthe       | Groupama-FDJ                      | z.t.     |
| 9       | Romain Cardis      | St Michel-Preference Home-Auber93 | z.t.     |
| 10      | Xabier Berasategi  | Euskaltel-Euskadi                 | z.t.     |
| 11      | Yaël Joalland      | CIC-U-Nantes                      | z.t.     |
| 12      | Paul Penhoët       | Groupama-FDJ                      | z.t.     |
| 13      | Matyáš Kopecký     | Team Novo Nordisk                 | z.t.     |
| 14      | Antonio Jesús Soto | Equipo Kern Pharma                | z.t.     |
| 15      | Haimar Etxeberria  | Equipo Kern Pharma                | z.t.     |
| 16      | Emmanuel Morin     | Van Rysel Roubaix                 | z.t.     |
| 17      | Dillon Corkery     | St Michel-Preference Home-Auber93 | z.t.     |
| 18      | Bryan Coquard      | Cofidis                           | z.t.     |
| 19      | Clément Venturini  | Arkéa-B&B Hotels                  | z.t.     |
| 20      | Felix Ørn-Kristoff | Intermarché-Wanty                 | z.t.     |
|         |                    |                                   |          |
| 32      | Huub Artz          | Intermarché-Wanty                 | + 13"    |
| 38      | Abram Stockman     | Unibet Tietema Rockets            | + 27"    |

1978 · 1979 · 1980 · 1981 · 1982 · 1983 · 1984 · 1985 · 1986 · 1987 · 1988 · 1989 · 1990 · 1991 · 1992 · 1993 · 1994 · 1995 · 1996 · 1997 · 1998 · 1999 · 2000 · 2001 · 2002 · 2003 · 2004 · 2005 · 2006 · 2007 · 2008 · 2009 · 2010 · 2011 · 2012 · 2013 · 2014 · 2015 · 2016 · 2017 · 2018 · 2019 · 2020 · 2021 · 2022 · 2023 · 2024